# ویلسون کیپسانگ
ویلسون کیپسانگ (انگلیسی: Wilson Kipsang Kiprotich؛ زادهٔ ۱۵ مارس ۱۹۸۲) یک ورزشکار، و دونده ماراتن اهل کنیا است. وی مدال برنز ماراتن بازی‌های المپیک تابستانی ۲۰۱۲ کسب کرده است.